# Raffaele de Ferrari
Markýz Raffaele Luigi De Ferrari, kníže z Lucedia, vévoda z Galliery (6. července 1803 Janov – 23. listopadu 1876 Janov) byl italský filantrop a politik.
Raffaele se narodil v Janově do aristokratické rodiny jako třetí dítě Andrey de Ferrari a Livie Pallavicinové. Jeho otec zemřel v lednu 1828, když bylo Raffaelovi dvacet let a on zdědil rodinný majetek. Byl senátorem Sardinského království a 18. září 1838 mu papež Řehoř XVI. udělil titul vévoda z Galliery. Titul byl 18. července 1843 uznán králem Karlem Albertem Sardinským. Stal se také knížetem z Lucedia.
Raffaele zbohatnul v Paříži, kde většinu času žil.

## Manželství a rodina

Erb Raffaela de Ferrari

V roce 1828 se oženil s Marií Brignoleovou-Saleovou (1811–1888), dcerou markýze Antoine Brignole-Sale a markýzy Arthemisy Negroneové z Janova.
Měli tři děti:
- Livia (1828–1829)
- Andrea (1831–1847)
- Filip (1850–1917), excentrický sběratel známek, který po smrti svého otce odmítl zdědit jmění a titul vévody, na který měl nárok.

## Vyznamenání
- Velkodůstojník Řádu svatých Mořice a Lazara, 13. ledna 1856
- Komandér Řádu svatých Mořice a Lazara, 3. srpna 1862
- Rytíř Nejvyššího řádu Nejsvětějšího zvěstování, 8. prosince 1875
- Velkodůstojník Řádu italské koruny